# شکار غیرقانونی ببر در هند
شکار غیرقانونی ببر در هند تهدیدی جدی برای بقای ببرها در هند است. حدود ۳۰۰۰ ببر وحشی باقی مانده‌اند که نسبت به ۱۰۰۰۰۰ ببر در آغاز قرن بیستم کاهش یافته است. این کاهش عمدتاً به دلیل کشتار ببرها توسط نخبگان استعماری و هندی، در دوران راج بریتانیا بود که پس از استقلال هند نیز ادامه یافت. بیشتر ۱۷۰۰ نمونه باقی مانده ، ببرهای بنگال هند هستند. پروژه ببر در ابتدا به عنوان یک موفقیت بزرگ مورد ستایش قرار گرفت تا اینکه مشخص شد شمارش اولیه ببرها به‌طور جدی دارای نقص بوده است.
بیشتر اعضای بدن ببرها به چین می‌رسد. جایی که یک پوست می‌تواند به قیمت ۶٫۵ میلیون روپیه فروخته شود.
میزان محکومیت شکارچیان غیرقانونی تقریباً چهار درصد است.

## سانسار چاند
شکارچی غیرمجاز سانسار چاند اعتراف کرد که ۴۷۰ پوست ببر و ۲۱۳۰ پوست پلنگ را به چهار مشتری از نپال و تبت فروخته است. او به عنوان «سرکرده اصلی بزرگ‌ترین شبکه قاچاق حیات‌وحش کشور» شناخته می‌شد. وی به مدت ۴۰ سال بدون دستگیری در این تجارت باقی ماند. کسب‌وکار خود را از بازار صدر دهلی اداره می‌کرد. او به «ویرآپان شمال» معروف بود.
او به خاطر از بین بردن کل جمعیت ببرهای منطقه حفاظت‌شده ساریسکا در سال ۲۰۰۵ مورد سرزنش قرار گرفته است
در سال ۱۹۹۱، گروهی که در ساوای مدهوپور راجستان بازداشت شدند، اعتراف کردند که در طول دو سال، ۱۵ تا ۱۸ ببر برای سانسار چاند شکار غیرمجاز کرده‌اند. در ژانویه ۲۰۰۵، یک عملیات ضربتی در انبار چاند در پاتل ناگار، دو پوست ببر، ۲۸ پوست پلنگ، ۱۴ دندان ببر، سه کیلوگرم پنجه ببر، ۱۰ فک ببر و ۶۰ کیلوگرم پنجه‌های پلنگ و ببر را کشف کرد. در سال ۱۹۸۸، پلیس ۲۵۸۰۰ پوست مار از وی ضبط کرده بود. همسر چاند، رانی، و پسرش آکاش نیز به اتهام قاچاق حیات‌وحش بازداشت شدند. چاند در منطقه پاتل ناگار دهلی نو دستگیر شد. پلیس دهلی پس از اطلاع از اینکه او به‌طور منظم روزنامه راجستان پاتریکا را خریداری می‌کرد، او را بازداشت کرد.. در ژانویه سال ۲۰۰۵، در جریان یک عملیات پلیسی گسترده، انبار بزرگی که متعلق به سانسار چاند در منطقه پاتل ناگار در دهلی نو بود، مورد تفتیش قرار گرفت. در این عملیات تعداد قابل توجهی از اجزای بدن حیوانات وحشی شامل دو پوست کامل ببر، ۲۸ پوست پلنگ، ۱۴ دندان ببر، سه کیلوگرم پنجه ببر، ۱۰ فک ببر و حدود ۶۰ کیلوگرم پنجه‌های پلنگ و ببر کشف و ضبط شد. این میزان از کالاهای قاچاق، نشان‌دهنده وسعت فعالیت‌های غیرقانونی چاند در زمینه شکار و تجارت حیات وحش بود.
علاوه بر این، در سال ۱۹۸۸ نیز پلیس موفق شده بود ۲۵ هزار و ۸۰۰ پوست مار از چاند ضبط کند که خود دلیلی بر سابقه طولانی مدت او در قاچاق حیوانات بود. این موضوع باعث شد تا توجه نیروهای انتظامی و سازمان‌های حفاظت از محیط زیست به شدت به فعالیت‌های چاند جلب شود.
در این پرونده، خانواده چاند نیز درگیر بودند و همسرش، رانی، و پسرش آکاش به اتهام همکاری در قاچاق حیوانات وحشی بازداشت شدند. سانسار چاند نهایتاً در منطقه پاتل ناگار دهلی نو دستگیر شد. پلیس دهلی نو پس از کسب اطلاع از عادت‌های او، از جمله خرید روزنامه راجستان پاتریکا، موفق شد محل اختفای او را شناسایی و دستگیری‌اش را انجام دهد.
فعالیت‌های سانسار چاند ضربه بزرگی به جمعیت حیات وحش در هند وارد کرده و موجب نگرانی فراوان در میان سازمان‌های بین‌المللی و فعالان محیط زیست شده است. پرونده او نمونه‌ای بارز از تهدیدات قاچاق حیات وحش به تنوع زیستی و اکوسیستم‌های طبیعی محسوب می‌شود.